# Christian Job
Christian Job, né le 30 juin 1943, est un diplomate français.
Il a notamment été ambassadeur de France en union des Comores.

## Biographie
Directeur de cabinet de Bernard Debré quand celui-ci était ministre de la Coopération en 1994-95, il fut, après l'élection présidentielle de 1995, nommé au poste de chef de la mission de coopération culturelle aux Seychelles (1995-1998). Nommé Préfet, il est muté Administrateur supérieur à Wallis-et-Futuna.[réf. souhaitée]
Il est nommé ambassadeur de France aux Comores en 2005.
Après la fuite du colonel Bacar d'Anjouan vers Mayotte puis La Réunion lors de l'intervention militaire de l'Union africaine avec l'appui logistique de la France,  l'ambassadeur est caillassé dans sa voiture par des militants persuadés d'une aide de la France à cette fuite.[réf. nécessaire]
Admis à faire valoir ses droits à la retraite, il est remplacé par Luc Hallade par décret du 16 juin 2008.

## Distinctions
- Chevalier de la Légion d'honneur (1997)[3]
- Médaille de l'Aéronautique (2005)[4]